# Svartgölen (Malmbäcks socken, Småland)
Svartgölen är en sjö i Nässjö kommun i Småland och ingår i Lagans huvudavrinningsområde. Sjön är 9,9 meter djup, har en yta på 0,023 kvadratkilometer och befinner sig 272 meter över havet.